# قره‌آغاج (شوط)
قره‌آغاج، روستایی از توابع بخش قره‌قویون شهرستان شوط استان آذربایجان غربی کشور ایران است.

## جمعیت
این روستا در دهستان قره قویون جنوبی قرار داشته و بر اساس سرشماری سال ۱۳۸۵ جمعیت آن ۹۷۵ نفر (۲۴۷ خانوار) 
بوده است.